# Drapelul Țărilor de Jos
Drapelul Țărilor de Jos este un tricolor orizontal format din culorile rosu, alb, albastru. 

## Descriere
Drapelul național al Țărilor de Jos este un drapel tricolor. Benzile tricolorului sunt orizontale și egale în dimensiuni. Culorile benzilor, de sus în jos, sunt: roșu (vermillon deschis), alb (argint) și albastru (albastru de cobalt).  Proporțiile sunt 2:3.

## Istoric

Drapelul Celor Șaptesprezece Provincii

Prinsenvlag

### Drapelul cu Cruce de Burgundia
Drapelul astăzi în uz nu a fost primul drapel al țării. La sfârșitul secolului al XV-lea, când majoritatea provinciilor Țărilor de Jos erau unite sub un singur suveran, era folosit un steag comun pentru operațiuni combinate. Acesta era stindardul suveranului Burgundiei, care consta într-un fond alb peste care se îngemănau două ramuri de lauri roșii, în forma unui „X”, cu flăcări ieșind începând din intersecție spre extremități: Crucea de Burgundia. Acest drapel a rămas în uz și mai apoi sub Habsburgi.

### Prinsenvlag(drapelul prințului)
Totuși, provinciile Țărilor de Jos s-au ridicat împotriva regelui Filip al II-lea de Spania, iar Wilhelm de Orania a fost în fruntea al rebelilor.  Watergeuzen (corsari pro-independență) au acționat după instrucțiunile lui, hărțuind inamicul oriunde se putea, iar acest lucru se întâmpla sub un tricolor oranj-alb-albastru (în franceză orange-blanche-bleu sau în neerlandeză oranje-wit-blauw), culorile blazonului prințului. Astfel era un drapel ușor de asociat cu liderul rebeliunii, iar asocierea era făcută și prin numele drapelului: „drapelul prințului” (neerlandeză Prinsenvlag).  Într-un atlas Kittensteyn, primul drapel roșu-alb-albastru poate fi văzut într-o pictură care înfățișează o bătălie între watergeuzen și spanioli.  Data la care se întâmpla acest lucru putea fi cel mai devreme în timpul Războiului de 80 de ani, războiul de independență neerlandez.  Astfel 1572 este anul oficial al introducerii acestui stindard. Acest eveniment a fost comemorat în Țările de Jos prin emiterea unui timbru în 1972.
Drapelul avea trei, unori șase sau chiar nouă benzi orizontale, dar a luat de asemenea și forma unor raze proiectate dint-un cerc.  Culorile nu erau folosite într-o ordine fixă și abia spre sfârșitul secolului al XVI-lea a apărut o uniformitate sub acest aspect.  După 1630, fâșia oranj a fost gradual înlocuită cu o fâșie roșie, după cum indică picturile din acea vreme.  De vreme ce era puțin probabil să existe o motivație politică pentru introducerea unui motiv ce nu avea legătură cu Casa de Orania (neerlandeză van Oranje), justificarea pare să fi fost faptul că cele două culori ale fâșiilor extreme: oranj și albastru, erau slabe calitativ și erau mai dificil de distins decât roșu și albastru închis, mai ales pe mare.  Altă explicație este aceea că oranj se obținea inițial pe cale naturală combinând ierburi galbene și roșii.  Pigmentul galben se deteriora mai rapid, fâșia devenind roșie.
Totuși, drapelul oranj-alb-albastru a continuat să fie de asemenea arborat, și a stat la baza fomrămrii drapelului Africii de Sud.  De asemenea a stat la baza drapelului orașului New York.  În plus față de cele două steaguri principale, a luat ființă și al treilea steag oficial, acela al Staten-Generaal, deși nu a ajuns la importanța tricolorului.  Inițial acest steag era format din leul roșu al provinciei Țările de Jos, luat de pe stemă, pe un câmp de aur, ținând o sabie și șapte săgeți, iar mai târziu, un leu de aur pe un câmp roșu.  (Vezi și pagina Stema Țărilor de Jos.) Nu era nici o contradicție cu drapelul prințului, iar în picturile vechi ale vaselor sau bătăliilor maritime, ambele steaguri pot fi văzute fluturând unul lângă altul, ilustrând astfel forma complexă de guvernământ cu două centre ale autorității: pe de o parte era funcția de stadhouder (care era întotdeauna ocupată de un membru al Casei de Orania, iar pe de altă parte era Staten-Generaal.

### Roșu-alb-albastru

Drapelul Țărilor de Jos

Revoluția în Țările de Jos, din ultima decadă a secolului al XVIII-lea, și cucerirea franceză au dat naștere altui steag. Numele Prinsenvlag a fost interzis. Nu a fost nici o schimbare a culorilor roșu-alb-albastru (culori de care „eliberatorii” francezi erau măguliți, fiind de altfel similare propriului lor tricolor), dar în 1796 fâșia roșie a fost înfrumusețată cu o întruchipare a unei fecioare a Țărilor de Jos, cu un leu la picioare, în colțul superior din stânga. Într-o mână ea ținea un mănunchi de fascii romane, iar în cealaltă mână ținea o lance încoronată cu pălăria libertății. Acest steag a avut o viață scurtă, la fel cum a avut și Republica Batavă pentru care a fost creat. Louis Bonaparte, făcut rege al Olandei de către fratele său Împaratul Napoleon, a dorit să urmeze o politică pur neerlandeză și să respecte sentimentele naționale cât mai mult posibil.  A renunțat la fecioara libertății și a revenit la vechiul tricolor.  Politicile lui pro-neerlandeze au dus la conflicte cu fratele său, iar în cele din urmă Țările de Jos a fost anexată la Imperiul Francez.  Drapelul său a fost înlocuit cu emblemele imperiale.

În 1813, Țările de Jos și-a recâștigat independența, iar Prințul de Orania s-a întors în țară din Anglia. Pentru a demonstra atașamentul poporului față de Casa de Orania, drapelele tricolore oranj-alb-albastru și roșu-alb-albastru erau arborate împreună pe acoperișuri. Care din cele două steaguri trebuia să fie drapel național a rămas nedecis. Până recent, ambele aveau aceleași drepturi, deși tricolorului roșu-alb-albastru i se dădea întâietate. Această întâietate provine nu numai de la arborărea în clădiri publice, ci și datorită faptului că tricolorul roșu-alb-albastru a fost ales de primul rege ca stindard personal ce avea stema națională pe fâșii albe. Din aceeași perioadă datează și obiceiul spontan intrat în conștiința populară, de a adăuga o fâșie oranj drapelului național, în semn de fidelitate față de Casa de Orania. Fâșia oranj este adăugată drapelului de Ziua reginei (30 aprilie) sau cu alte ocazii festive ce au legătură cu familia regală.

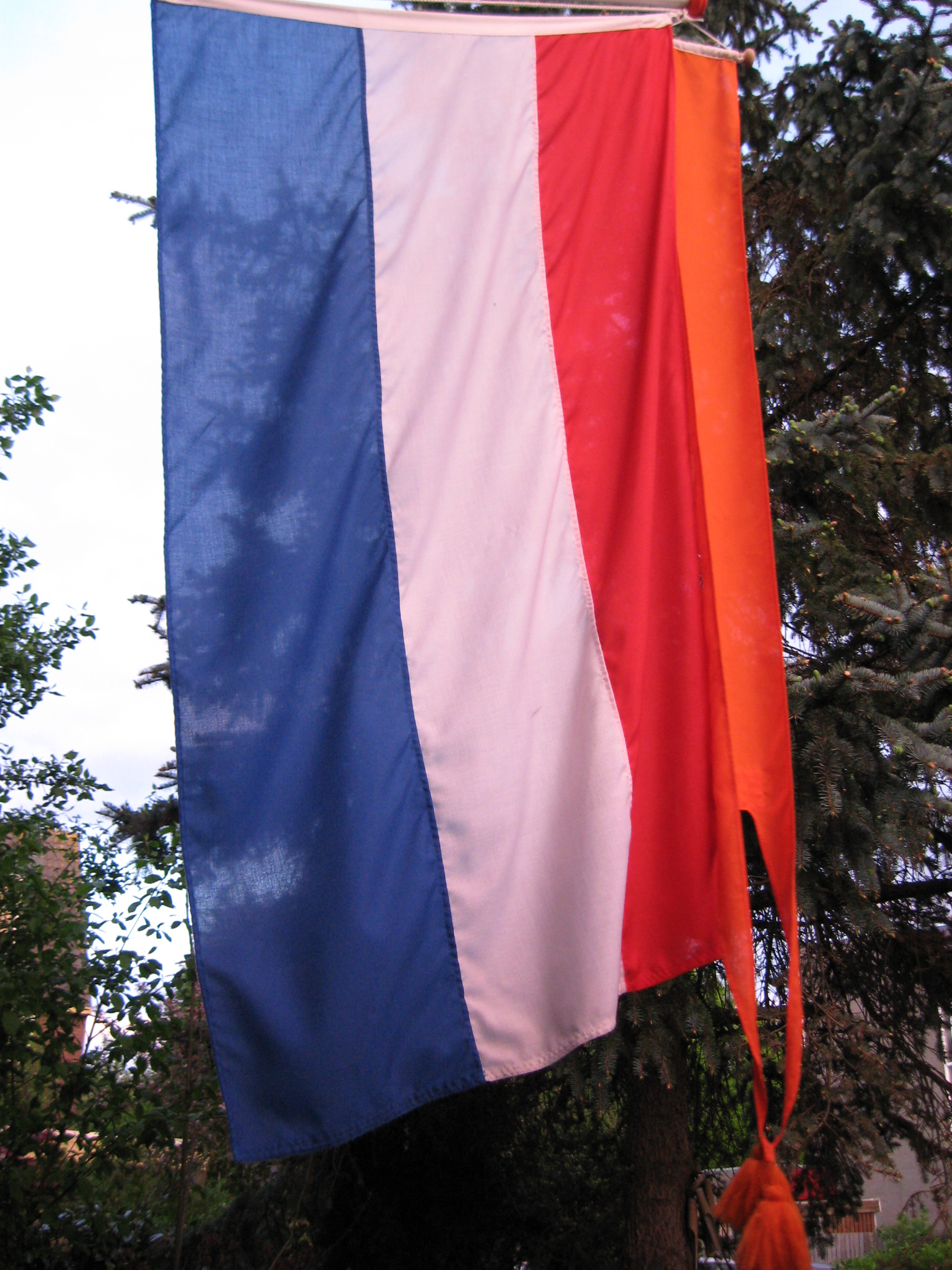
Bandă oranj adăugată drapelului de Ziua reginei

Pe 19 februarie 1937, prin decret regal sancționat de Regina Wilhelmina, finalmente a fost stabilit ca roșu, alb și albastru să fie culorile drapelului național (culorile heraldice sunt: vemillon deschis, alb și albastru de cobalt). Regina a procedat astfel ca răspuns la activitățile fasciste, care pretindeau că Regatul ar trebui să folosească alt drapel.